# Journal of Political Science Education
Das Journal of Political Science Education ist eine politikwissenschaftliche Fachzeitschrift, die von Taylor & Francis für die American Political Science Association herausgegeben wird. Die Zeitschrift erscheint vierteljährlich, Chefredakteur ist (Stand 2019) Victor Asal, University at Albany, The State University of New York. Die Zeitschrift will alle Fragen politikwissenschaftlicher Didaktik und Curriculumsentwicklung behandeln.